# Aspidosperma illustre
Aspidosperma illustre là một loài thực vật có hoa trong họ La bố ma. Loài này được (Vell.) Kuhlm. & Piraja mô tả khoa học đầu tiên năm 1925.